# 3GPP
3rd Generation Partnership Project é uma organização tecnológica do ramo de telecomunicações que visa padronizar a criação, envio e reprodução de arquivos multimídia (vídeos) em telefones celulares e outros aparelhos wireless GSM. O projeto foi criado em dezembro de 1998 por cinco empresas de tecnologia móvel, a ETSI (Europa), ARIB/TTC (Japão), CCSA (República Popular da China), ATIS (América do Norte) e TTA (Coreia do Sul).

## Características
Este tipo de arquivo é uma versão mais simples do ISO 14496-1, MPEG-4) Media Format", muito similar aos arquivos MOV do Apple Quicktime. Assim como arquivos AVI ou MPEG, o 3GPP pode ser codificado em mais de um tipo de codec - para vídeo pode-se usar MPEG-4 ou H.263 e para áudio os formatos AMR ou AAC-LC. A tendência dos aparelhos de 3.ª geração, nova conexão de alta velocidade, baseada na tecnologia CDMA é usar a dupla MPEG-4/AAC-LC, versão avançada do MPEG-2. Aparelhos como o Nokia n90 já são capazes de gravar vídeos com codec MPEG-4/AAC-LC de 352 x 288, qualidade similar a fitas de vídeo-cassete.
A tecnologia de envio de vídeos é o MMS (que suporta vídeos de até 300kb/11 segundos na qualidade mais baixa), que depende de disponibilidade de rede. Há também as conexões independentes de rede, como o Infravermelho (IrDA), Bluetooth ou cabos USB. O tamanho em pixels dos arquivos 3GPP são 128x96 (subQCIF), 176x144 (QCIF) e 352x288 (CIF). A tecnologia CDMA2000 (CDMA1xRTT) de 2,5G usa como padrão arquivos 3GPP2. A 3ª geração (3G) de comunicação móvel é toda baseada em CDMA (CDMA-EVDO e W-CDMA), mas o formato padrão provavelmente será MPEG-4. O W-CDMA não é compatível com o cdmaOne ou CDMA2000.